# 飯野めぐみ
飯野 めぐみ（いいの めぐみ、1980年4月1日 - ）は日本のタレント、女優である。神奈川県出身。エルアンドエル・ビクターエンタテインメント株式会社所属。

## 略歴
- 父は初代ジャニーズで現在劇団四季の俳優として活躍している飯野おさみ、母は劇団四季の元女優・末次美沙緒。その影響もあって高校卒業後、劇団四季に研修生として所属し演劇を学ぶ。
- 1999年から4年間、東京ディズニーランドのダンサーとしてパレードやショーに多数出演した後、2003年にホリプロに所属。女優・タレント活動を始める。
- 一時期、芸能人女子フットサルクラブの「XANADU loves NHC」にも所属していた。
- 2020年5月末にホリプロブッキングエージェンシーを退所し、6月よりエルアンドエル･ビクターエンタテインメント株式会社所属となった。

## 出演

### ドラマ
- 金曜エンタテイメント「坊ちゃん教授の事件簿3」（2003年10月、フジテレビ）
- 女と愛とミステリー「寝台特急八分間停車」（2004年8月、テレビ東京）
- 夫婦。 第1話（2004年、TBS）
- 結婚式へ行こう! 第19話（2007年、TBS）
- 相棒（テレビ朝日・東映）
  - 相棒 Season5 第14話「貢ぐ女」（2007年）
  - 相棒 Season7 第14話「男装の麗人」（2009年）
- 駅弁刑事・神保徳之助1 旅情みちのく殺人紀行（2007年4月30日、TBS） - 安西麻美 役
- 水曜ミステリー9「シロクマ園長・命の事件簿」（2007年7月、テレビ東京）
- 犬を飼うということ〜スカイと我が家の180日〜（2011年4月 - 6月、テレビ朝日）
- 三匹のおっさん2〜正義の味方、ふたたび!!〜 第7話（2015年、テレビ東京）
- 棟居刑事の黒い絆（2019年2月17日、テレビ朝日） - 末元真美子 役

### テレビ
- 夢の扉 〜NEXT DOOR〜（TBS）
- ビートたけしのTVタックル 春の3時間SP（2010年4月5日、テレビ朝日） - ナレーター

### ラジオ
- 流星倶楽部（ABCラジオ）

### CM
- こどもちゃれんじ

### 舞台
- 天使は瞳を閉じて（2003年）
- ユーリンタウン（2004年）
- INTO THE WOODS（2004年）
- タルチェフ（2004年）
- SHIROH（2004年）
- プレイバックPart2〜屋上の天使（2005年）
- シンデレラストーリー（2005年）
- GODSPELL（2005年）
- 風と共に去りぬ（2006年）
- ROCK OPERA TOMMY（2007年）
- ペテン師と詐欺師（2008年）
- ルドルフ（2008年）
- 五右衛門ロック（2008年）
- KEAN（2008年）
- マルグリット（2009年・2011年） - アネット役
- アプローズ（2010年） - イブ役
- まさかのCHANGE?!（2010年）
- イリアス（2010年）
- 蜘蛛女のキス（2011年）
- ロッキーホラーショー（2011年）
- サンセット大通り（2012年）
- Count Down My Life（2012年）
- 五右衛門ロックIII（2012年）
- ワイルドホーン・メロディーズ（2013年）
- それからのブンとフン（2013年）
- ラブ・ネバー・ダイ（2014年）
- キャッチ・ミー・イフ・ユー・キャン（2014年）
- 貴婦人の訪問（2015年・2016年） - 若いときのクレア 役 [1]
- ミュージカル『1789 -バスティーユの恋人たち-』（2016年4月 - 5月、帝国劇場） - ポリニャック夫人 役
- キンキーブーツ（再演）（2016年7月 - 8月、新国立劇場中劇場  / オリックス劇場） - パット 役
  - キンキーブーツ（2025年4月 - 6月、東急シアターオーブ / オリックス劇場）[2]
- この世界の片隅に（2024年）[3]
- 9 to 5（2024年） - ドロズ・キース 役[4]
- You Know Me〜あなたとの旅〜（2025年公開予定）[5]